# 笠原淳
笠原 淳（かさはら じゅん、1936年1月21日 - 2015年3月25日）は、日本の小説家。
本名、長野 義弘（ながの よしひろ）。

## 来歴
神奈川県川崎市出身。玉川学園小学部・中学部、東京府立第六中学校（現東京都立新宿高等学校）定時制を経て法政大学経済学部中退。
1969年『漂泊の門出』で小説現代新人賞を受賞。1976年『ウォークライ』で新潮新人賞を受賞。1984年『杢二の世界』で第90回芥川賞を受賞した。「海燕」掲載作としては初の受賞だった。2003年から2006年まで法政大学文学部教授。
2015年3月25日、舌癌のため死去。79歳没。
20th Century長野博の父と従兄弟の関係である。

## 著書
- 『杢二の世界』福武書店、1984年、のち文庫化
- 『昆虫図譜』福武書店、1984年
- 『夕日に赤い帆』講談社、1984年
- 『ウォークライ』新潮社、1984年
- 『眩暈』福武書店、1985年
- 『サイモンの塔』文藝春秋、1986年
- 『浮巣』福武書店、1988年
- 『勾玉』福武書店、1989年
- 『ヨコハマ夢譚』白水社、1991年
- 『黄土の夢』福武書店、1991年
- 『祀りのあと』新潮社、1992年
- 『茶色い戦争』新潮社、1994年
- 『十五歳 夏』新潮社、1998年
- 『父への便り』草葉書房、2005年

## 脚本
- 『ラベルのない缶詰』NHK、FMラジオ劇場、1984年